# Енцо Політо
Енцо Політо (італ. Enzo Polito, 29 жовтня 1926) — італійський плавець і ватерполіст.
Бронзовий призер Олімпійських Ігор 1952 року.